# Directeur de la communication
Un directeur de la communication (souvent désigné en abrégé comme dircom) est le responsable de la communication d'une organisation (entreprise, service public, collectivité, association, etc.).
Le périmètre de ses attributions varie beaucoup selon les organisations. Il peut englober tous les domaines de la communication interne et externe, mais il arrive aussi que certains domaines lui échappent ; par exemple, la communication commerciale peut dépendre de la direction du marketing ou la communication interne être rattachée à la direction des ressources humaines.
Sa mission est de coordonner les actions qui visent à promouvoir une « image de l'organisation » positive et conforme aux valeurs qu'elle veut porter et de veiller à la cohérence des messages envoyés par l'organisation en direction de ses différents publics. À cet effet, il conçoit et fait valider par la direction générale la stratégie de communication, puis la met en œuvre, en organisant l'action de tous les intervenants internes et externes (agences de communication et autres prestataires de services) et en gérant les budgets.

## Histoire

### France
En France, la fonction s'est développée dans les années 1980 d'abord dans les grandes entreprises, mais aussi dans les collectivités importantes, souvent à partir d'un élargissement des relations presse et des relations publiques. Dans les années 1990, elle apparaît comme bien installée, comme le montre la publication coup sur coup de plusieurs ouvrages sur le thème des dircoms entre 1993 et 1995, et elle se diffuse dans tous les types d'organisation.